# Mauritz Huber von Varese
Mauritz Huber von Varese (německy Moriz Huber Ritter von Varese) (20. července 1858 Verona – 30. listopadu 1945 Vídeň) byl rakousko-uherský admirál. Jako absolvent námořní akademie sloužil u c. k. námořnictva od roku 1878, vystřídal službu na různých lodích a působil také v námořní administraci. Jako nižší důstojník absolvoval dvě zaoceánské plavby na Dálný východ (1885–1886, 1892–1894). V letech 1895–1908 byl dlouholetým zástupcem námořnictva ve vojenské kanceláři císaře Františka Josefa. V závěru kariéry byl ředitelem Centrálního námořního archivu v Terstu (1908–1912) a v roce 1912 byl penzionován v hodnosti kontradmirála, od té doby žil v soukromí ve Vídni.

## Životopis

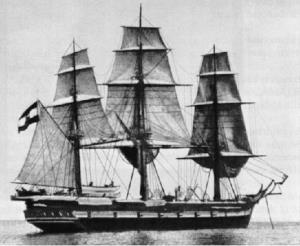
Korveta SMS Saida, na níž Mauritz Huber jako navigační důstojník absolvoval cestu na Dálný východ a do Austrálie (1892–1894)

Narodil se v Itálii jako syn c. k. majora Karla Hubera. Po absolvování reálky v Gorici studoval v letech 1873–1878 na C. k. námořní akademii v Rijece a k námořnictvu vstoupil jako kadet v roce 1878. Vystřídal službu na různých lodích a v roce 1883 získal hodnost praporčíka. Poté sloužil mimo jiné u jednotek námořní pěchoty nebo na cvičných lodích. Pod velením kapitána Gustava Semseye absolvoval v letech 1885–1886 na korvetě SMS Frundsberg cestu na Dálný východ. Cesta vedla ze Středozemního moře Suezským průplavem přes Rudé moře k břehům Indie, kde kotvila v Kalkatě, Madrasu, Bombaji a na Cejlonu. Po návratu byl inspekčním důstojníkem u arzenálu v Pule, znovu sloužil na cvičných lodích (SMS Velebich) a prošel také fotografickým kurzem. V letech 1888–1889 byl navigačním důstojníkem na dělovém člunu SMS Nautilus a v roce 1890 byl povýšen na poručíka II. třídy.

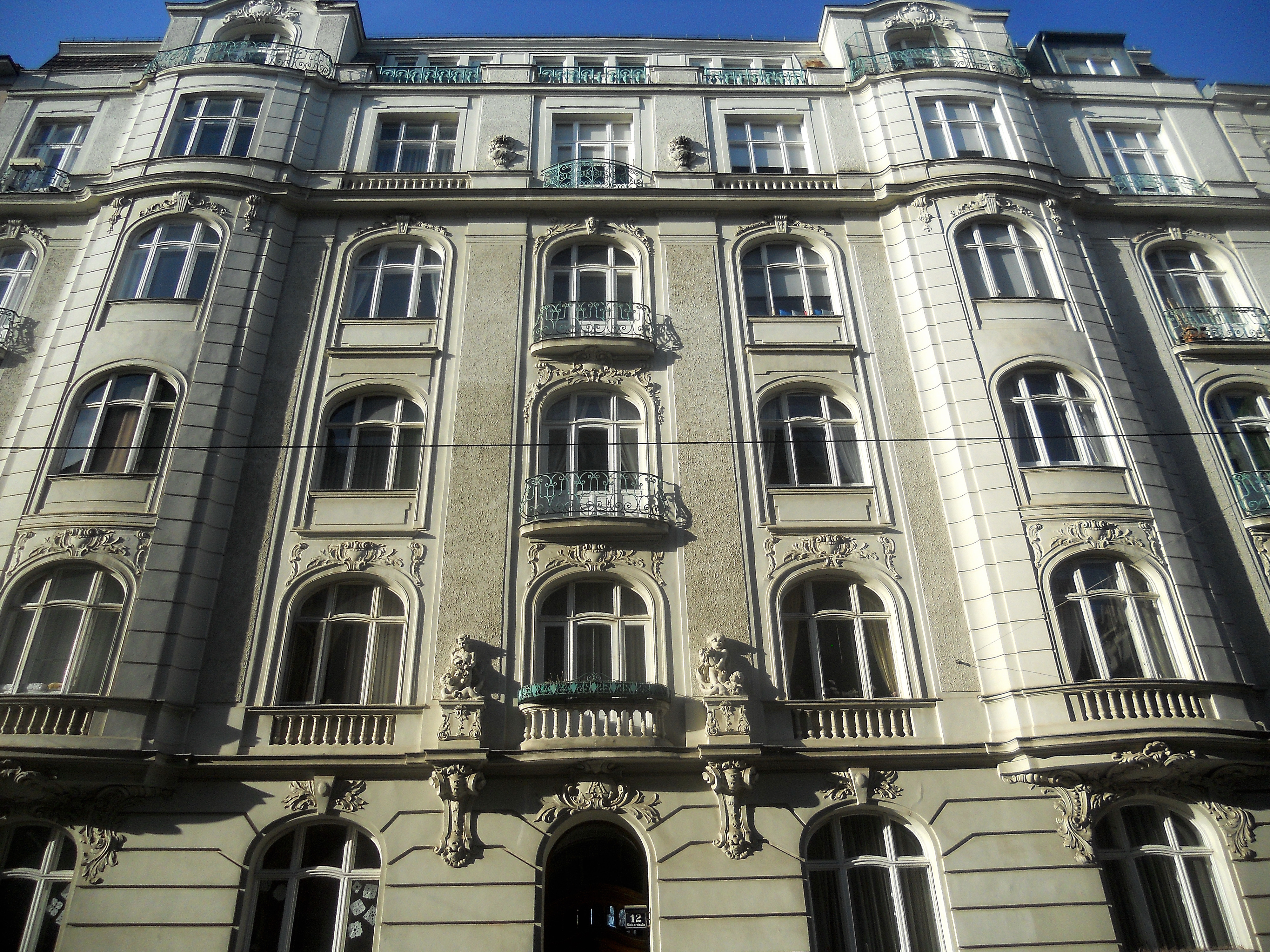
Dům na ulici Hintzerstraße 12 ve Vídni, kde Mauritz Huber žil po odchodu do výslužby

V letech 1889–1892 byl přidělen k námořní sekci na ministerstvu války, kde měl na starost péči o jednotky námořní pěchoty. Jako navigační důstojník na korvetě SMS Saida absolvoval v letech 1892–1894 další zaoceánskou plavbu s kadety námořní akademie pod velením kapitána Moritze Sachse. Tato cesta vedla opět na Dálný východ a také k břehům Austrálie. Mezitím byl v roce 1893 povýšen na poručíka I. třídy a po návratu ze zámoří se stal ředitelem fotografického ateliéru u Námořního technického výboru (1894–1895).
V letech 1895–1908 byl dlouholetým zástupcem námořnictva v císařské vojenské kanceláři, kde byl podřízeným Arthura Bolfrase, který mu vystavil několik kladných osvědčení. Huber mezitím postupoval v hodnostech (korvetní kapitán 1901, fregatní kapitán 1905). V roce 1908 panovníkovu vojenskou kancelář opustil a k datu 1. května 1908 byl povýšen do hodnosti kapitána řadové lodi. Byl zvažován pro funkci velitele námořní divize, což ale odmítl a nakonec v letech 1908–1912 zastával méně významný post ředitele Centrálního námořního archivu (Marine-Zentral-Archiv) v Terstu. Dne 1. května 1912 byl povýšen do hodnosti kontradmirála a k datu 1. listopadu 1912 odešel do penze.
Po odchodu do výslužby se usadil ve Vídni, kde až do druhé světové války žil v soukromí v domě na ulici Hintzerstraße 12. Zemřel 30. listopadu 1945 ve věku 87 let a byl pohřben na vídeňském Centrálním hřbitově. 

## Tituly a ocenění
Za zásluhy v dlouholetém působení v císařské vojenské kanceláři byl v roce 1908 povýšen do šlechtického stavu s titulem rytíř a predikátem von Varese. Během služby u námořnictva získal řadu vyznamenání v Rakousku-Uhersku i od zahraničních panovníků.

### Rakousko-Uhersko
- Válečná medaile (1885)
- Jubilejní pamětní medaile (1898)
- Vojenský záslužný kříž (1903)
- Služební odznak pro důstojníky III. třídy (1903)
- Vojenský jubilejní kříž (1908)
- Řád železné koruny III. třídy (1912)

### Zahraničí
- důstojnický kříž Řádu rumunské hvězdy (1896, Rumunsko)
- Řád Takova IV. třídy (1896, Srbsko)
- Řád svaté Anny III. třídy (1899, Rusko)
- komandér Leopoldova řádu (1904, Belgie)
- komandér Královského Viktoriina řádu (1904, Spojené království)
- Řád lva a slunce I. třídy (1905, Persie)
- Námořní záslužný kříž II. třídy (1906, Španělsko)
- Řád Medžidie II. třídy (1908, Osmanská říše)
- Řád červené orlice II. třídy (1908, Německo)
- Řád posvátného pokladu III. třídy (1910, Japonsko)